# (7715) Leonidarosino
(7715) Leonidarosino est un astéroïde de la ceinture principale.

## Description
(7715) Leonidarosino est un astéroïde de la ceinture principale. Il fut découvert le 14 février 1996 à Cima Ekar par Ulisse Munari et Maura Tombelli. Il présente une orbite caractérisée par un demi-grand axe de 2,60 UA, une excentricité de 0,11 et une inclinaison de 15,4° par rapport à l'écliptique.

## Compléments